# 背点棘赤刀鱼
背点棘赤刀鱼（学名：Acanthocepola limbata）为赤刀鱼科棘赤刀鱼属的鱼类。分布于日本、台湾岛以及中国南海等海域，生活习性为底栖。该物种的模式产地在日本。